# Commissario Palmu

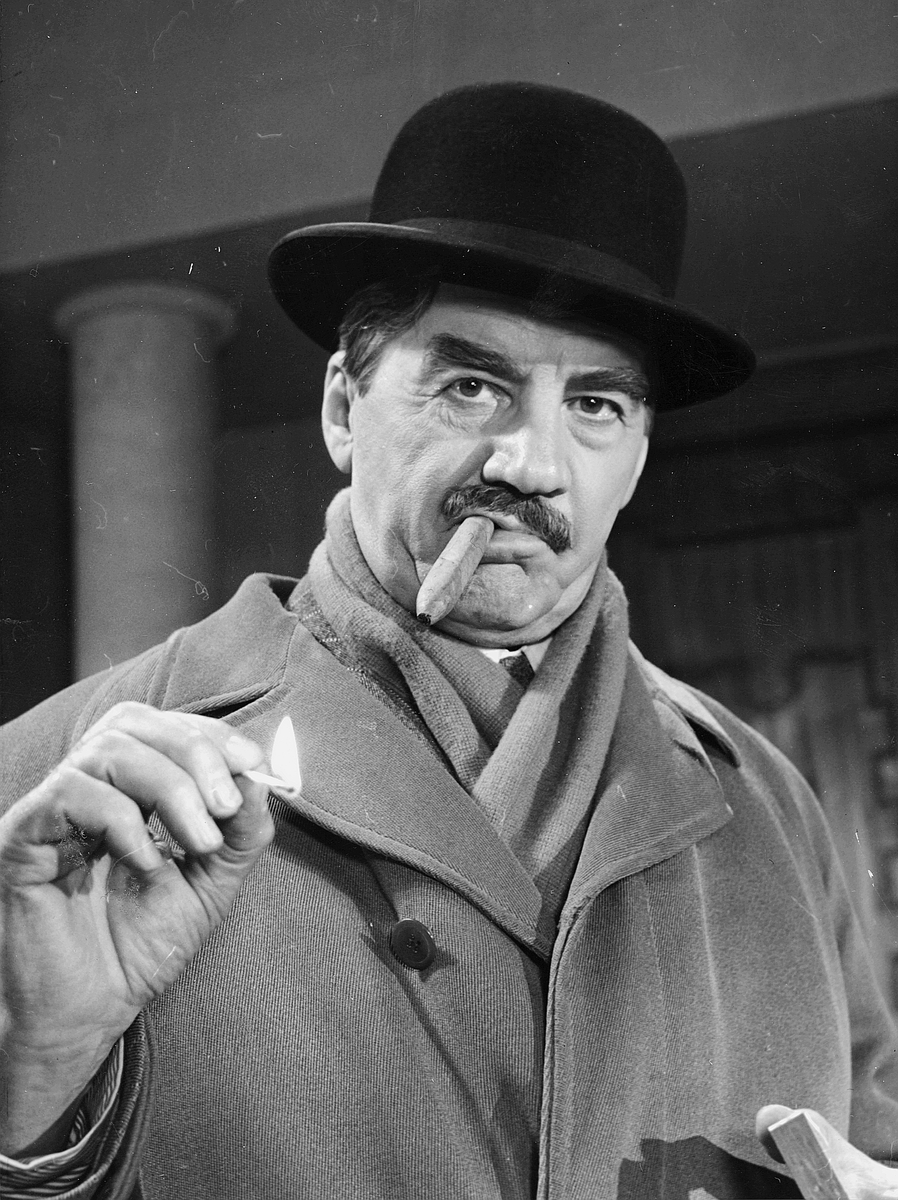
Commissario Palmu, interpretato da Joel Rinne.

Il Commissario Palmu è un personaggio letterario creato dallo scrittore finlandese Mika Waltari. Nonostante compaia come protagonista in  tre soli romanzi, in patria è molto conosciuto grazie alle trasposizioni cinematografiche realizzate negli anni sessanta dal regista Matti Kassila.
Fa la sua prima comparsa nel 1939 in occasione di un concorso letterario per giallisti e proprio con "Kuka murhasi rouva Skrofin?" lo scrittore vinse il primo premio. Visto il grande successo nel 1942 venne pubblicata la seconda avventura con lo stesso protagonista "Komisario Palmun erehdys"; ma poi l'autore preferì dedicarsi ai grandi romanzi storici, che gli diedero una grande popolarità in tutto il mondo.
Solo nel 1962 venne pubblicata una terza storia "Tähdet kertovat, komisario Palmu" sull'onda del grande successo della trasposizione cinematografica dei primi due libri appena realizzata.
Il commissario sarà protagonista di una quarta storia scritta appositamente per il cinema ma con il benestare dello scrittore.
In Italia è stato pubblicato solo il primo romanzo dei tre con il titolo Chi ha ucciso la signora Skrof?.